# Коморско-российские отношения
Коморско-российские отношения — двусторонние дипломатические отношения между Союзом Коморских Островов и Российской Федерацией.
Дипломатические отношения были установлены 6 января 1976 года на уровне посольств.
В 2008 году был подписан «Протокол о межмидовских консультациях» (обмен мнениями осуществляется в основном через Посольство России в Антананариву).
В 2018 году в рамках 73-й сессии Генеральной Ассамблеи ООН состоялась беседа министра иностранных дел России С. В. Лаврова с министром иностранных дел и международного сотрудничества Комор М. эль-Амином Суэфом, который в этом же году посетил Москву с рабочим визитом.
В 2019 году Президент СКО А. Ассумани принял участие в работе экономического форума и саммита Россия — Африка в Сочи.